# Salvador Sobral
Salvador Vilar Braamcamp Sobral (sinh ngày 28 tháng 12 năm 1989) là một ca sĩ người Bồ Đào Nha, trước đây từng là sinh viên tâm lý học. Anh đại diện cho Bồ Đào Nha tham dự cuộc thi Eurovision Song Contest 2017 với bài hát "Amar Pelos Dois" (youtube), giúp quốc gia này giành chiến thắng lần đầu tiên kể từ khi tham dự vào năm 1964. Bài hát được viết bởi chị gái của Sobral, ca sĩ kiêm nhạc sĩ Luísa Sobral. Anh cũng là một người công khai ủng hộ người tị nạn tới Châu Âu.

## Tiểu sử
Sobral sinh ra ở Lisbon, con trai của Salvador Luís Cabral Braamcamp Sobral, và họ hàng với nhà quý tộc và chính trị gia Hermano José Braamcamp de Almeida Castelo Branco. Anh chủ yếu sống ở Lisbon, đôi lúc sống tại Mỹ.
Năm 10 tuổi, anh tham gia chương trình truyền hình Bravo Bravíssimo, và ở tuổi 20, anh lọt vào top 10 chương trình tìm kiếm tài năng Ídolos, phiên bản tiếng Bồ Đào Nha của Pop Idol. Trong vòng chung kết, anh đã hát nhạc của Stevie Wonder, Leonard Cohen và Rui Veloso.
Sau khi nhận học bổng trao đổi sinh viên Erasmus (anh học về Tâm lý học ở Viện cao học Psicologia Aplicada, ở Lisbon), Salvador đã chuyển đến Mallorca anh bắt đầu hát trong quán bar.
Sau khi tốt nghiệp ngành Tâm lý học, anh nộp đơn vào trường Cao đẳng Âm nhạc ở Barcelona, tốt nghiệp năm 2014. Năm 2015, anh tham gia lễ hội Vodafone Mexefest và EDP Cool Jazz. Năm 2016, anh phát hành album đầu tay, Excuse Me.
Salvador Sobral là fan của Chet Baker và nhiều ca sĩ bossa nova như Caetano Veloso hay Chico Buarque. Anh nói được bốn thứ tiếng: tiếng Bồ Đào Nha, tiếng Tây Ban Nha, tiếng Anh và tiếng Ý.